# Misplaced ideals
Misplaced ideals is het tweede studioalbum van Sad Café. Het album is opgenomen in de Sawmills Studios in Cornwall en de Air Studios in Londen.  Het album verkocht iets beter dan het vorige, het haalde in de albumlijst van de UK Singles Chart een notering van één week op 50. Volgens OOR's Pop-encyclopedie versie 1982 was de invloed van de muziek van 10cc te herkennen, net als bij het debuutalbum.
In Noord-Amerika werd onder de titel Misplaced ideals een album uitgegeven via A & M Records dat een aantal tracks bevat van onderstaand album en van Fanx ta-ra.
De platenhoes voor de eerste uitgave werd verzorgd door Hipgnosis; het laat een man zie die een kunststof masker voor zijn gezicht wegtrekt. Al bij de Japanse heruitgave schrok RCA daarvoor terug en liet hem aanpassen. Een oog uit de oorspronkelijk hoes werd in een soort zwart passe-partout afgebeeld; het oog staart de kijker aan. Bij heruitgaven werd de hoes opnieuw aangepast; de leden van de band rennen een duin af.

## Musici
- Paul Young – zang, percussie
- Ashley Mulford – gitaar
- Victor Emerson – toetsinstrumenten
- John Stimpson – basgitaar, zang
- Ian Wilson – gitaar, zang, percussie
- Tony Creswell – slagwerk

Met
- Lenny Sechs – saxofoon
- John Punter – percussie
- Doreen en Irene Chanter, Liz Strike – achtergrondzang I feel like dying

## Muziek
| Nr. | Titel                                                        | Duur |
| --- | ------------------------------------------------------------ | ---- |
| 1.  | Restless (Stimson, Young, Wilson, Mulford)                   | 4:38 |
| 2.  | Send in the clowns/Here come the clowns (Young)              | 4:01 |
| 3.  | Run home girl (Young, Wilson)                                | 6:04 |
| 4.  | Let love speak for itself (Young, Stimpson, WIlson)          | 6:09 |
| 5.  | No place to go (Wilson)                                      | 4:51 |
| 6.  | Mario (Young, Emerson, Wilson)                               | 3:48 |
| 7.  | Relax (Young)                                                | 3:20 |
| 8.  | Feel like dying (Young)                                      | 4:08 |
| 9.  | On with the show (Young, Wilson, Emerson, Mulford, Stimpson) | 5:15 |

Er verschenen twee singles van dit album: Run home girl met Feel like dying (in de VS en Canada met Black rose) en Mario met On with the show. Beide wisten de Britse hitparade niet te bereiken.